# Horodyszcze (powiat bialski)

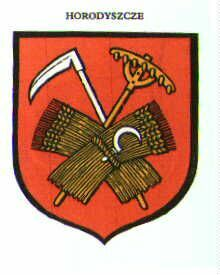
Nieoficjalny herb wsi Horodyszcze

Horodyszcze – wieś w Polsce położona w województwie lubelskim, w powiecie bialskim, w gminie Wisznice. 
Miejscowość sołecka, leży przy drodze wojewódzkiej nr 815. Jest siedzibą rzymskokatolickiej parafii Najświętszego Serca Jezusowego należącej do dekanatu Wisznice. Dawniej samodzielne miasto. 
Wieś jest sołectwem w gminie Wisznice. Według Narodowego Spisu Powszechnego z roku 2011 wieś liczyła 787 mieszkańców i była drugą co do wielkości miejscowością w gminie.

## Historia
Horodyszcze uzyskało lokację miejską przed 1569 rokiem, zdegradowane w 1850 roku. Miasto prywatne posiadało prawo magdeburskie w 1572 roku, położone było w ziemi mielnickiej województwa podlaskiego. Miasto posiadał w 1673 roku starosta mielnicki Jan Kazimierz Gołuchowski. 
W latach 1867–1928 istniała gmina Horodyszcze. W latach 1954–1959 wieś należała i była siedzibą władz gromady Horodyszcze, po jej zniesieniu w gromadzie Wisznice. W latach 1975–1998 miejscowość należała administracyjnie do województwa bialskopodlaskiego.
W latach 1940–1943 w Horodyszczu funkcjonował obóz pracy przymusowej dla Żydów z getta w Wisznicach.

## Zabytki
- Klasycystyczny pałac w Horodyszczach z XIX w.